# Pst!

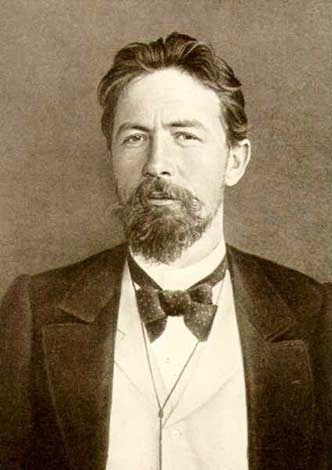
Anton Tschechow

Pst!, auch Tsss!… (russisch Тссс!, Tsss!), ist eine Kurzgeschichte des russischen Schriftstellers Anton Tschechow, die am 15. November 1886 in der Wochenzeitschrift Oskolki erschien.
Der mittelmäßige Journalist Iwan Jegorowitsch Krasnuchin kommt spätnachts nach Hause und hat noch zu arbeiten. Bevor er zur Feder greift, sinniert er ungewöhnlich lange und weckt seine Frau, die er als Wächterin seiner Arbeitsruhe einsetzt. Zudem muss sie den Samowar anwerfen und ihm ein Beefsteak zubereiten. Das Pantoffelschlurfen seiner Frau und ihr hörbares Späneschnitzen für den Samowar stören Krasnuchins Konzentration, aber er kann nun einmal ohne Tee nicht schreiben. Als der Sohn „Mama, Wasser!“ ruft, wird er von der Mutter mit den Worten „Papa schreibt! Pst…“ ruhiggestellt. Der Journalist ruft seinen Mieter zur Ordnung, weil er nebenan gar zu vernehmlich betet, und dieser gehorcht schüchternen Tones. Erwähnt wird auch, dass Krasnuchin zwar in seinem Heim als Tyrann auftritt, sich in den Redaktionen aber stets äußert kleinlaut und unterwürfig gebärdet.
Erst um vier Uhr morgens beendet Krasnuchin seine „verwünschte Sträflingsarbeit“ mit dem Stoßseufzer: „Ich müßte Bromkalium einnehmen … hätte ich keine Familie, ich würde diese Arbeit hinschmeißen … Auf Bestellung schreiben! Das ist schrecklich!“

## Verwendete Ausgabe
- Gerhard Dick (Hrsg.), Wolf Düwel (Hrsg.): Anton Tschechow: Gesammelte Werke in Einzelbänden: Pst! S. 593–597 in: Gerhard Dick (Hrsg.): Anton Tschechow: Vom Regen in die Traufe. Kurzgeschichten. Aus dem Russischen übersetzt von Ada Knipper und Gerhard Dick. Mit einem Vorwort von Wolf Düwel. 630 Seiten. Rütten & Loening, Berlin 1964 (1. Aufl.)[2]